# 6 mars dans les chemins de fer
6 février 6 avril
Chronologies thématiques
- Croisades
- Sports
- Disney

Cette page concerne les événements qui se sont déroulés un 6 mars dans les chemins de fer.

## Événements

### XXIesiècle
- 2006. Bhoutan-Inde : l'ambassadeur du Bhoutan en Inde annonce que des études de faisabilité d'une ligne nouvelle reliant le Bhoutan à l'Inde ont commencé. Une fois un des quatre itinéraires étudiés sélectionné, des travaux devraient commencer en 2007.
- 2006. Chine : des officiels annoncent le début de la construction d'une nouvelle ligne Maglev entre Shanghai et Hangzhou pour la fin de l'année. Cette ligne devrait être ouverte pour l'Exposition universelle de 2010 de Shanghaï.